# Saint-Rémy-l’Honoré
Saint-Rémy-l’Honoré település Franciaországban, Yvelines megyében. Lakosainak száma 1689 fő (2022. január 1.). Saint-Rémy-l’Honoré Bazoches-sur-Guyonne, Les Bréviaires, Coignières, Les Essarts-le-Roi, Jouars-Pontchartrain, Les Mesnuls és Le Tremblay-sur-Mauldre községekkel határos.

## Népesség
A település népessége az elmúlt években az alábbi módon változott:
| Lakosok száma | 1362 | 1497 | 1595 | 1568 | 1578 | 1621 | 1647 | 1668 | 1689 |
|               | 2013 | 2015 | 2016 | 2017 | 2018 | 2019 | 2020 | 2021 | 2022 |